# Holocausto y redes sociales

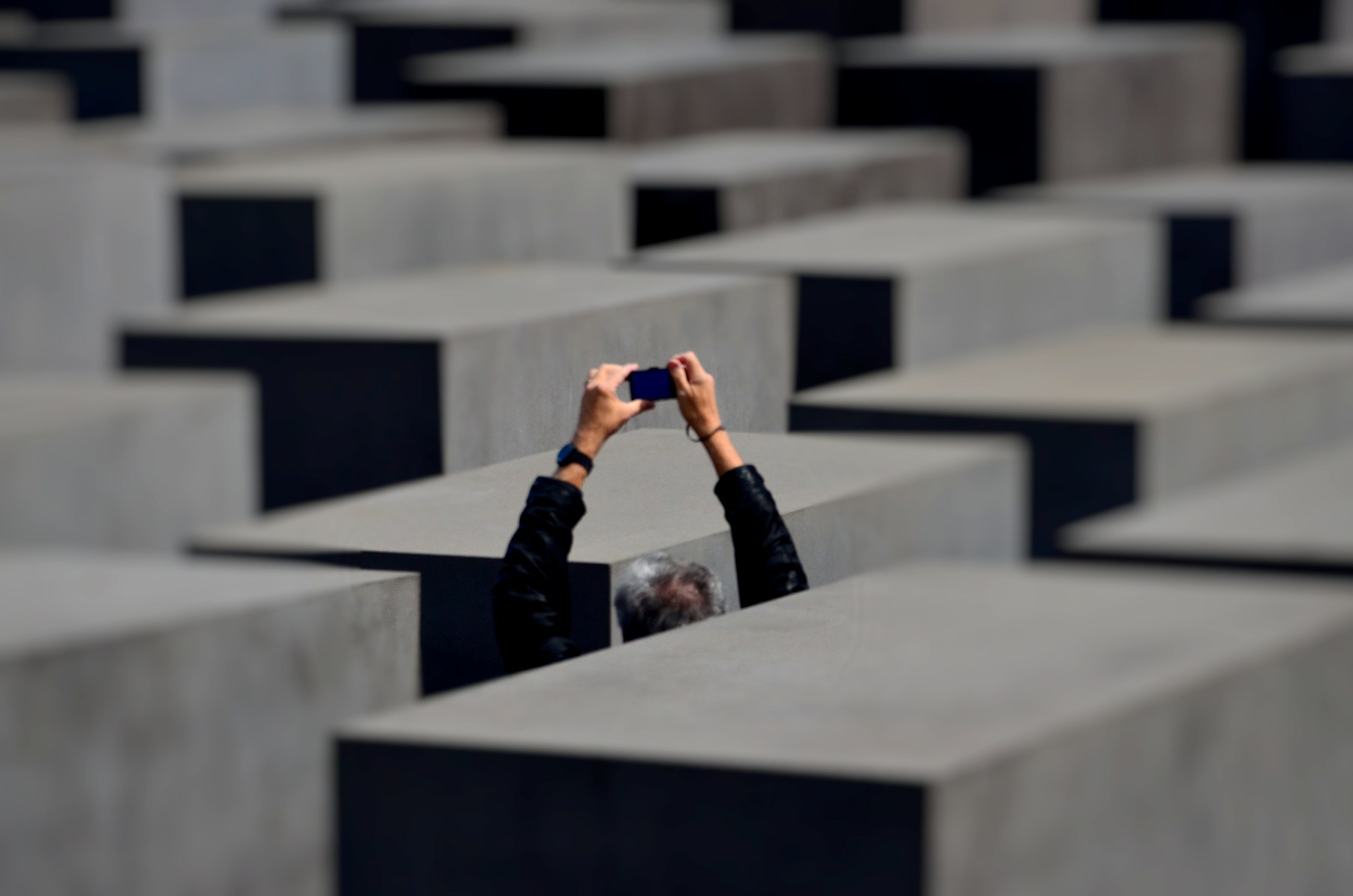
Turista tomando una fotografía del Monumento a los judíos de Europa asesinados en Berlín.

La representación del Holocausto en las redes sociales ha sido un tema de investigación académica y atención de los medios.

## Selfis en los sitios conmemorativos del Holocausto

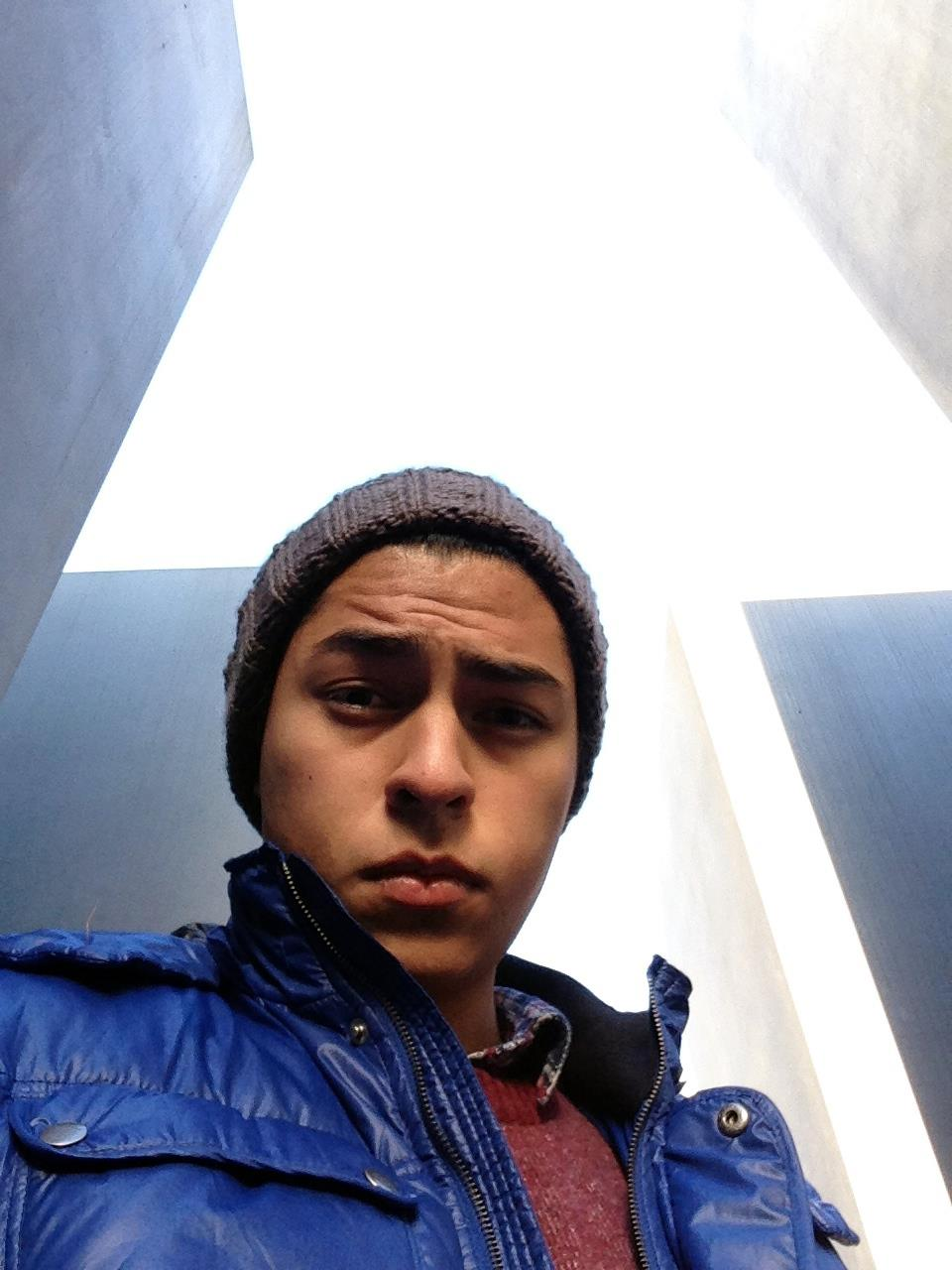
Un joven tomando una selfi en el Monumento a los judíos de Europa asesinados.

Algunos visitantes se toman selfis en los memoriales del Holocausto, que ha sido objeto de controversia. En 2018, Rhian Sugden, una modelo británica, recibió críticas después de publicar una selfi en el Monumento a los judíos de Europa asesinados en Berlín con la leyenda «ET phone home». Más tarde eliminó la leyenda, pero se defendió de tomar la fotografía. Otras celebridades también han sido criticadas por fotografías en el monumento de Berlín, incluida la actriz india Priyanka Chopra y el político estadounidense Pete Buttigieg, cuyo esposo publicó una fotografía de él en el monumento en una cuenta privada de redes sociales.
El artista y satírico alemán de ascendencia israelí Shahak Shapira creó el sitio web yolocaust.de en 2017 para exponer a las personas que se toman selfis inapropiadas en el memorial del Holocausto en Berlín. Shapira revisó miles de selfis publicadas en sitios de redes sociales como Facebook, Instagram, Tinder y Grindr, y eligió los doce que encontró más ofensivos. Cuando se coloca el puntero del ratón sobre las imágenes, el sitio web reemplaza el fondo del monumento con imágenes en blanco y negro de víctimas nazis. «Yolocaust» es un acrónimo de «Holocaust» y YOLO, un acrónimo de «you only live once» («Solo se vive una vez»). El sitio web se volvió viral y recibió 1,2 millones de visitas en las primeras 24 horas después de su lanzamiento. Shapira luego cumplió con solicitudes de retirar todas las fotografías, que había usado sin permiso, y el sitio web solo tiene una documentación textual del proyecto. En un análisis de los comentarios de los internautas sobre el proyecto, Christoph Bareither estimó que el 75% eran positivos. Sin embargo, el arquitecto del monumento, Peter Eisenman, criticó el sitio web.
En su libro Postcards from Auschwitz de 2018, el profesor de Grinnell Daniel P. Reynolds defiende la práctica de tomarse selfis en los sitios del Holocausto. En 2019, el Museo de Auschwitz solicitó que los visitantes no se tomaran selfis inapropiadas, aunque el personal del museo reconoció que otros visitantes se toman selfis de manera reflexiva y respetuosa, lo que no criticaron.
En un artículo académico, Gemma Commane y Rebekah Potton analizan el uso de Instagram para compartir fotografías turísticas en los sitios del Holocausto y concluyen que «Instagram fomenta la conversación y la empatía, manteniendo el Holocausto visible en los discursos de los jóvenes». Según su análisis, la mayoría de las imágenes están etiquetadas con hashtags respetuosos que utilizan palabras como «trágico», «recuerdo» y «tristeza». El museo de Auschwitz tiene una cuenta oficial de Instagram, auschwitzmemorial, que utiliza para compartir publicaciones seleccionadas de Instagram. Sin embargo, el feed de imágenes del hashtag «Auschwitz» incluye imágenes potencialmente ofensivas, como una imagen de «Nazi vs. Jews #beerpong». Esta imagen, según los autores, expresa «burla y desprecio» por las víctimas del Holocausto. También documentan memes ofensivos utilizando imágenes de las atrocidades del Holocausto y compartidas en Instagram. Algunos usuarios de las redes sociales publican en la cuenta para criticar lo que ven como un comportamiento inapropiado en los sitios del Holocausto, con uno comentando: «Tomar fotos posando junto a alambre de púas, selfis con el cabello de la víctima en el fondo e incluso fotos grupales frente a los crematorios tiene que ser visto para ser creído».

## Evaluación del turismo
Investigadores han utilizado publicaciones en las redes sociales para analizar el fenómeno del turismo relacionado con el Holocausto.

## Grupos de redes sociales
Personas han creado grupos en Facebook para discutir temas relacionados con el Holocausto. Un artículo analiza dos de esos grupos, «The Holocaust and My Family» («El Holocausto y mi familia») y «The Descendants of the Victims and Survivors of the Holocaust» («Los descendientes de las víctimas y sobrevivientes del Holocausto»), en los que las personas participan en el procesamiento colectivo del trauma.

## Eva.stories
En 2019, el empresario israelí de alta tecnología Mati Kochavi creó una cuenta de Instagram ficticia para Eva Heyman, una niña judía húngara que murió en el Holocausto. El proyecto tuvo una recepción mixta. El primer ministro israelí, Benjamín Netanyahu, elogió el proyecto y dijo que «expone la inmensa tragedia de nuestro pueblo a través de la historia de una niña».

## Negacionismo del Holocausto
El tema del negacionismo del Holocausto en las redes sociales también ha llamado la atención. En octubre de 2020, Facebook prohibió la negación del Holocausto en la plataforma. Esto supuso una reversión de la política de la compañía; su fundador Mark Zuckerberg había argumentado anteriormente que dicho contenido no debería prohibirse por motivos de libertad de expresión.